# Torneio de Paris de 1987
O Torneio de Paris de Futebol de 1987 foi disputado no mês de julho de 1987, na cidade de Paris, capital da França, por quatro clubes, três europeus, os franceses Bordeaux, campeão de seu país, e Paris Saint Germain, clube da própria capital, e o iugoslavo Dinamo Zagreb, além do  brasileiro Fluminense, que terminaria campeão de forma invicta, embora desfalcado de suas estrelas, Ricardo Gomes, defendendo a Seleção Brasileira, e Romerito, defendendo a Seleção Paraguaia, ambos na Copa América de 1987, chegando ao seu segundo título dessa competição. O centroavante Washington acabou sendo a grande figura tricolor na competição, ao marcar os dois gols nas vitórias sobre os clubes franceses.

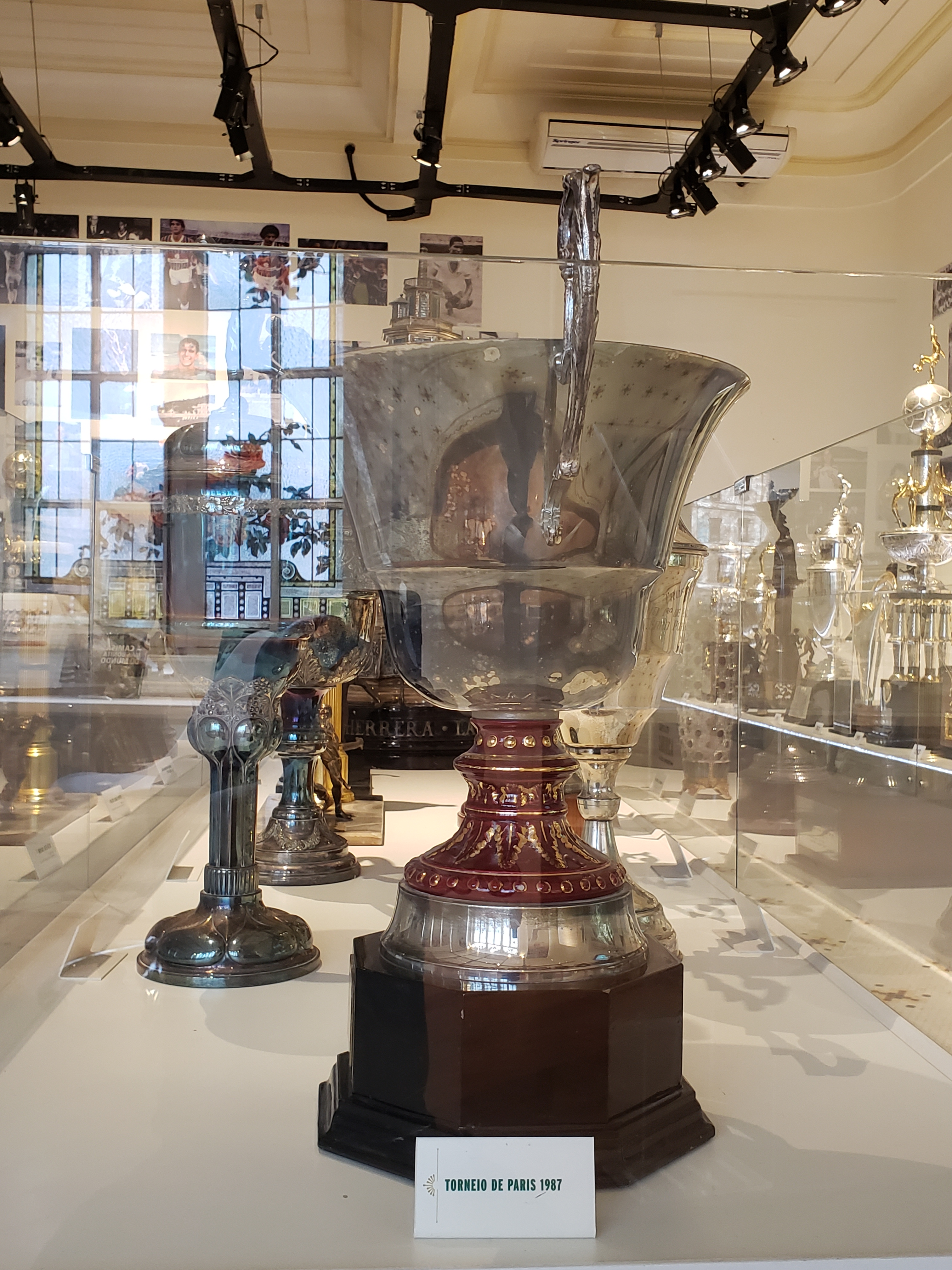
Torneio de Paris 1987

## Participantes
- Bordeaux
- Dinamo Zagreb
- Fluminense
- Paris Saint-Germain

## Partidas
Todas as partidas disputadas no Estádio Parc des Princes.
Semifinais
- Bordeaux 3–0 Dinamo Zagreb (9 de julho)
- Paris Saint-Germain 0–1 Fluminense (9 de julho)

Disputa pelo terceiro lugar
- Paris Saint-Germain 0–3 Dinamo Zagreb (10 de julho)

Final
- Bordeaux 0–1 Fluminense (10 de julho) - público: 18.000

| Torneio Internacional de Paris de 1987 |
| -------------------------------------- |
| Fluminense Campeão Invicto (2º título) |